# 湯の沢温泉 (北秋田市)
湯の沢温泉（ゆのさわおんせん）は、秋田県北秋田市にある温泉。杣温泉旅館（杣温泉）と森吉山荘の2軒があったが、杣温泉は事業承継により2025年（令和7年）7月に「森吉山温泉 小さな森の湯」として再開することになった。また、北秋田市の管理する森吉山荘は2022年（令和4年）7月から営業を休止しており、2024年（令和6年）8月に示された計画では再開後は温泉や食事の提供はしない簡易型宿泊施設とするとしている。

## 適応症
- 浴用 きりきず、虚弱体質、皮膚病、やけど、婦人病、動脈硬化症、痛風、糖尿病、筋肉痛、五十肩、関節痛
- 飲用 消化器病、糖尿病、痛風、胆石、便秘、肥満症

## 禁忌症
- 浴用 急性疾患、活動性結核、悪性腫瘍、重い心臓病
- 飲用 肝臓病、高血圧、むくみ

## 成分
温泉水1kg中
ナトリウムイオン 290.2mg
カルシウムイオン 130.1mg
塩素イオン 449.4mg
硫酸イオン 310.2mg
炭酸水素イオン 12.0mg
(平成10年4月14日)

## 歴史
久保田藩は南部藩との境界地を守護するために、貞享元年(1684年)小又川の上流の地、砂子沢に一集落を作り、国境守護の人民を移動させた。享保2年(1717年)宮野四郎兵衛が境目巡視の際に、湯の沢に来て温泉を発見した。地区の古老に聞くと古来から温泉があると言い伝えがあるが、深山で場所を知らないと言うことであった。実際に温泉に病の人を入浴させてみると全治することから、温泉地開発が始まった。大正3年には杣氏の個人所有になり今日に至る。
杣家は本姓が相馬氏で、戸籍法が実施される際に役場担当者が漢字を間違ったものである。江戸時代の古文献でも相馬となっていて、2人扶持を与えられていることからこれが分かる。
終戦直後には、この地には東京電気化学株式会社の東北前田炭鉱(昭和11年～昭和37年)と、奥羽無煙炭鉱(昭和13年～昭和44年)があった。その頃にはこの地には映画館、郵便局、床屋、小中学校、商店がひしめき、炭鉱で働く人々の社宅もあり賑やかなものであった。現在この地にはその記念碑が残されている。この碑の前には現在も炭鉱がおちている。また、湯の岱小中学校は最盛期には350人もの児童生徒が学んでいた。（参考文献：『消えた炭鉱の記憶』、秋田ふるさと選書、2015年8月）
菅江真澄の時代では「ぬるま湯」であった温泉で、明治時代でも35℃程度の湯温であったが、昭和50年頃の山陰にあった電化の発掘作業で発破をしたところ、急に温度が上がった。また、菅江真澄の記録でも明治時代の記録でも硫黄臭が大きいとあるが、現在では硫黄臭はそれほどでもない。
2011年3月の東北大震災では2ヶ月半程度、温泉が少なくなり温度が30℃程度に下がった。その後、ポンプを使い湧出量も復活し温度も52～53℃に戻った。

## 菅江真澄の記録

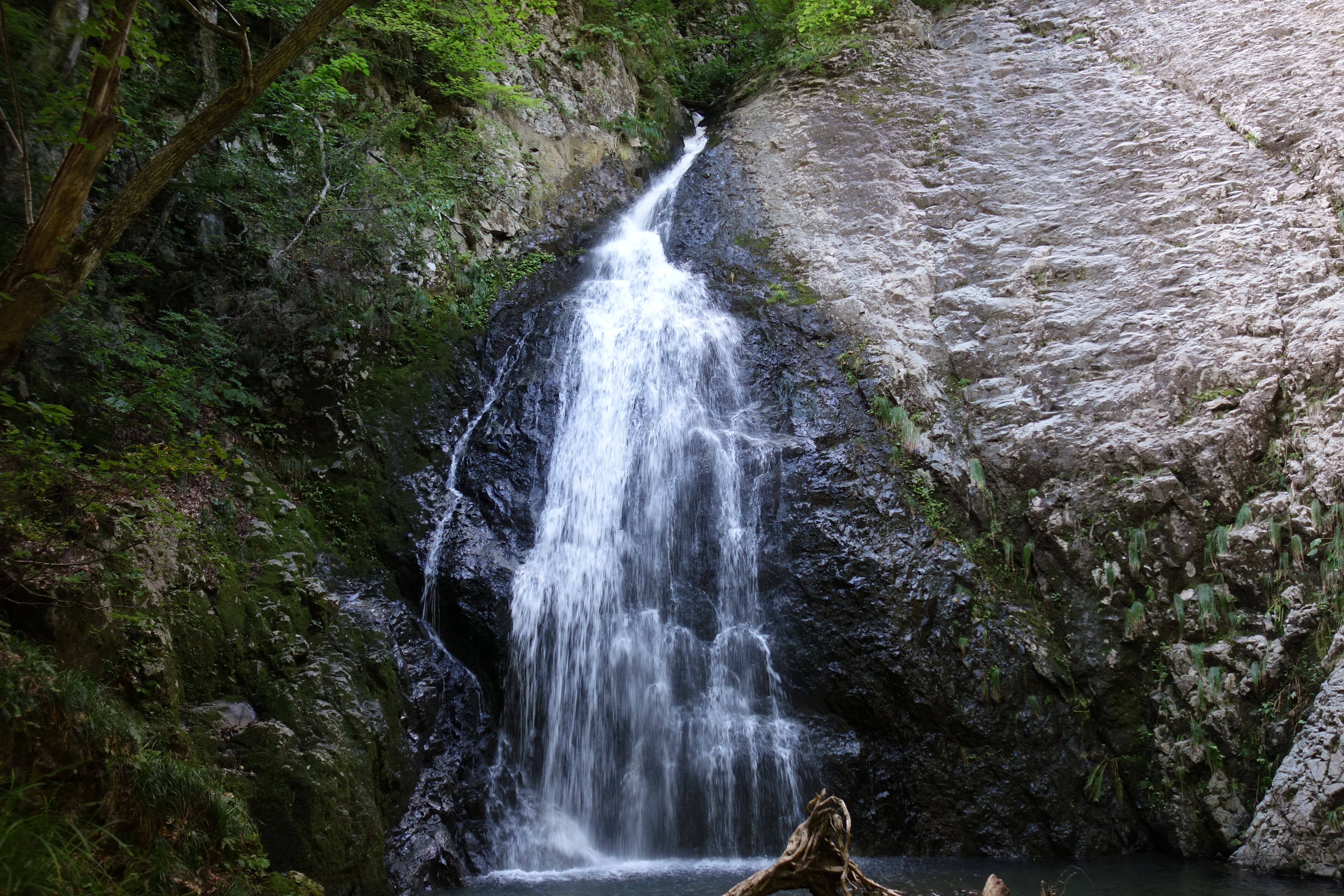
白糸の滝

1802年（享和2年）菅江真澄は『雪の秋田寝』で森吉山を登った後、白糸の滝を見ようと12月5日湯の岱を訪れた時の事を記録している。そのとき、湯の岱には家が2・3軒あることを記録している。真澄は、児童がハシバミの実をかむ音を碁を打つ音だと勘違いした。次の日の朝は、吹雪のため床もふすまも真っ白になった。 次の日に白糸の滝を見て「高い山かたら岩を二つ貫いて滝が落ちている。黒い岩面に白い糸すじになっている。周囲には桜の木なども多く、春秋は沢山の人が来るように思える」としている。真澄は滝の上にあるという硯石を探そうとしたが、深い雪でそれはかなわなかった。
1803年（享和3年）8月2日菅江真澄は『秀酒企乃溫濤』で、今度は砂子沢峠を越えて白糸の滝を訪れる。「…去年見た滝と違って白い布を翻して落ちるよう、山風に吹かれる様子が良い。あちこちから雲霧にこめられた滝の落水を濡れながら眺めた」と記している。真澄は川の淵に戻り「機織淵」の伝説を記録する。それは「水底が広い場所があり、そこでは機を織る女が住んでいて、その織姫を水神としている。夜更けにこの淵に立つと、その姫が機を織る音が水底から聞こえる。」というものであった。その後、真澄は湯の沢温泉に到着する。えごの木が咲き、草花が混じる道をかき分けて沢の奥の温泉に行く。そこには20ばかりの湯の館(真澄の絵では、湯船に屋根をかけた程度のもの)があったとしている。真澄はそこを「小股の湯」と記録している。真澄は、湯は極めてぬるいく、そこで宿泊する者はまれだと記している。真澄は入湯後、舟で機織淵を過ぎ湯の岱の民家に宿泊した。今度も雨で水かさが増し硯石を手に入れることはできなかった。
実際に地元で硯岱と呼ばれている場所は、小又川を東の方向に少しさかのぼったあたりで、古くから川底にある黒くて硬い頁岩で、木の葉の化石が混じった硯が作られていた。菅江真澄は後年、現物を見て「花紋石」として絵図に記録している。(『雪の秋田寝』)

## 森吉山温泉
当地にあった杣温泉旅館は2025年（令和7年）2月に休業となり、事業承継により同年7月から「森吉山温泉 小さな森の湯」として宿泊や露天風呂を再開して本格オープンすることになった。
旧杣温泉旅館は経営者の苗字から杣温泉（そまおんせん）あるいは地名から小又温泉とも呼ばれた。

## 森吉山荘

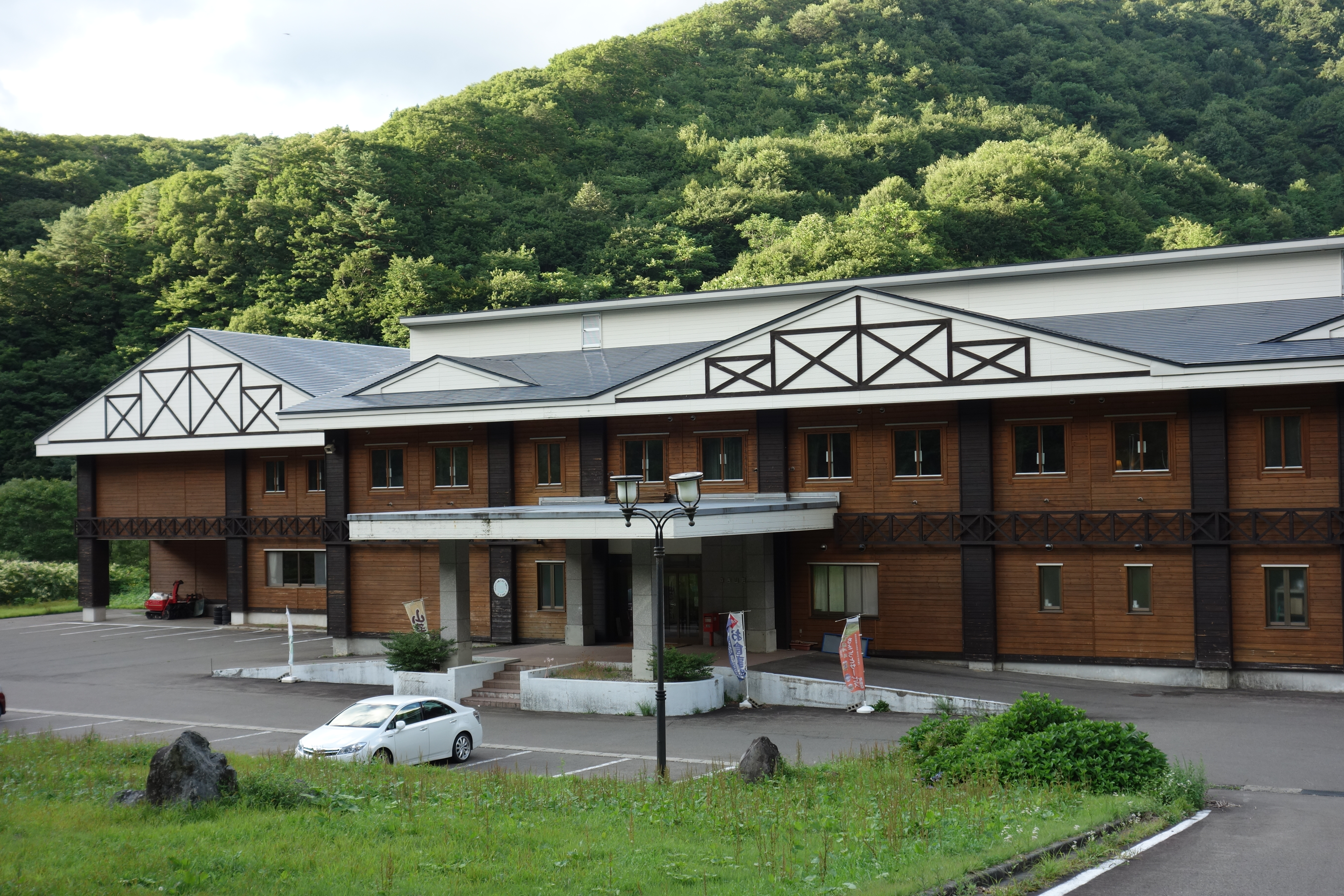
国民宿舎 森吉山荘(湯の岱)

奥森吉には国民宿舎森吉山荘が整備され、1977年（昭和52年）4月1日に本館、1998年（平成10年）6月1日に新館が完成した。当初は県営施設だった。1999年（平成11年）3月31日に旧森吉町（のちに北秋田市に合併）が取得。
その後「奥の湯 森吉山荘」として運営されてきた。しかし、2020年度から指定管理者への応募がなく北秋田市の直営となっていた。
北秋田市は市議会で森吉山荘を2022年4月から休止し、民間への譲渡や売却を検討する方針を明らかにした。
森吉山荘は2022年4月から休止となっており、2024年8月に示された計画で2026年7月の一部再開を目指すとされたが再開後も本館の営業のみとし温泉や食事の提供はしない簡易宿泊型施設としている。運営方式は北秋田市直営か指定管理が予定されているが、再開後数年間は直営となる見通しである。

## 周囲
- 湯の岱小中学校址
- 東北前田炭鉱記念碑
- 白糸の滝

## アクセス
阿仁前田温泉駅より予約制の周遊型乗合タクシー「森吉山シャトル」が通年運行されている。
- 鉄道：秋田内陸縦貫鉄道 秋田内陸線阿仁前田温泉駅より自動車で約20分。